# Bibliothek der Galvanotechnik
Die Bibliothek der Galvanotechnik in Nördlingen ist eine Firmenbibliothek der Riesmetall GmbH, die im weltweiten Vergleich eine der umfangreichsten Sammlungen der Galvanotechnik-Literatur darstellt. Sie umfasst über tausend Veröffentlichungen, neben Fachzeitschriften vor allem Monografien (Lehrbücher und wissenschaftliche Werke in über zehn Sprachen), die das gesamte Gebiet der Galvanotechnik von ihren Anfängen um 1840 ausgehend bis in die heutige Zeit durchgehend beschreiben. 
80 Prozent der Werke sind in deutscher Sprache; es sind alle wesentlichen Standardwerke in allen Auflagen vorhanden. Hervorzuheben sind:
- Schriften- und Lehrbuchreihe des Eugen G. Leuze Verlag; komplett
- Monats-Zeitschrift „Galvanotechnik“; komplett ab der ersten Nachkriegsausgabe
- Umfangreiche Literatur und Bildkataloge zum Thema „Galvanoplastik“

Der in der Galvanobranche aktive Joachim Ramisch hat sich die Bewahrung und Überlieferung galvanotechnischer Fachliteratur zur Aufgabe gemacht und die Bibliothek zusammengetragen. Hilfreich war hierbei seine ehrenamtliche Tätigkeit in verschiedenen Gremien galvanotechnischer Verbände wie der Deutschen Gesellschaft für Galvano- und Oberflächentechnik, der Gütegemeinschaft Galvanotechnik und der Arbeitsgemeinschaft der Deutschen Galvanotechnik.
Die Bibliothek der Galvanotechnik steht als Basissammlung allen zur Verfügung, die studieren und mit dieser Technik praktisch befasst sind.